# 존 바비롤리

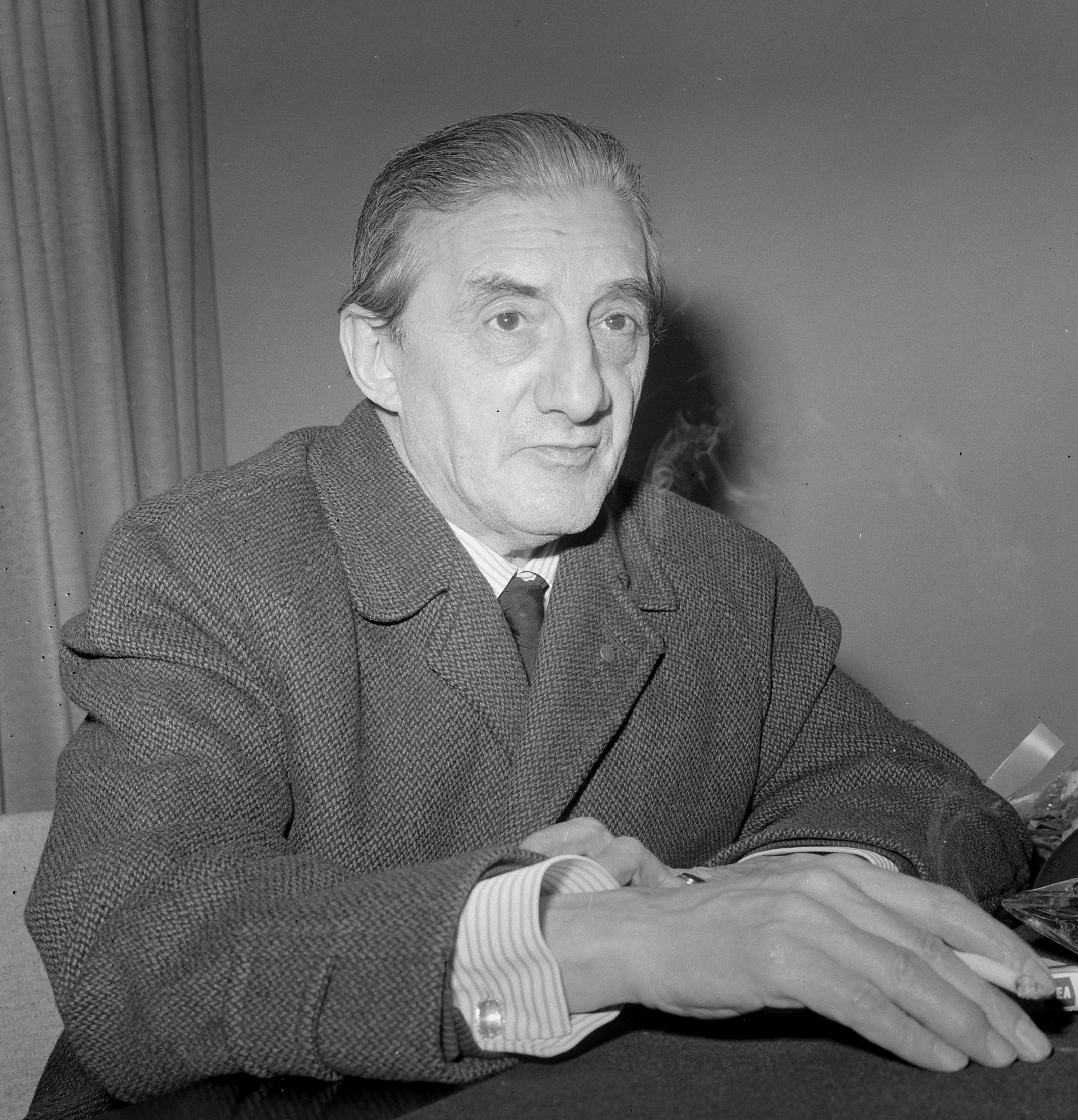
존 바비롤리 (1965년)

존 바비롤리 경(영어: Sir John Barbirolli, CH, 1899년 12월 2일 ~ 1970년 7월 29일)은 영국의 지휘자이자 첼리스트이다. 영국과 북유럽의 관현악 작품과 말러의 교향곡 해석으로 유명하다.

## 생애
존 바리롤리는 1889년에 런던에서 이탈리아인 아버지와 프랑스인 어머니 사이에 태어났으며, 개명 전 이름은 조반니 바티스타 바비롤리(이탈리아어: Giovanni Battista Barbirolli)였다. 아버지와 삼촌이 바이올리니스트였기 때문에 일찍부터 첼로 연주를 비롯한 전문적인 음악 교육을 받을 수 있었다.
바비롤리의 첫 녹음은 12세 때인 1911년에 에디슨 벨 레코드에 누나인 로자 바비롤리의 반주로 녹음한 반 비네(Van Biene)의 〈The Broken Melody〉라는 첼로 소품이었고, 지금도 CD 복각판으로 들을 수 있다. 이후 런던의 왕립음악원(RAM)에 첼로 전공으로 입학했고, 1917년에는 최초로 첼로 독주회를 개최하기도 했다. 졸업 후에는 런던 교향악단과 쿠처 4중주단, 디아길레프 러시아 발레단 등에 소속되어 연주 활동을 했고, 에드워드 엘가의 첼로 협주곡 연주에서 독주를 맡기도 했다.
1924년부터 지휘에 뜻을 두고 사비를 털어 자신의 이름을 딴 '존 바비롤리 실내 관현악단' 을 창단했다. 1926년에는 영국 국립 오페라단을 지휘해 오페라 공연 경험을 쌓기 시작했고, 1927년 12월 12일에는 토머스 비첨의 대역으로 런던 교향악단을 지휘해 큰 성공을 거두었다. 같은 해에 HMV(현 EMI)와 전속 계약을 맺고 오페라 아리아나 협주곡 등의 반주 녹음을 시작했다.
이어 코번트 가든 왕립 오페라단(1929~1933)과 로열 스코티시 내셔널 오케스트라(1933~1936)의 지휘자를 역임했으며, 1936년에는 아르투로 토스카니니의 후임으로 뉴욕 필하모닉의 음악 감독에 취임해 화제가 되었다. 이 직책은 원래 빌헬름 푸르트벵글러가 맡을 예정이었으나, 푸르트벵글러가 나치스 치하의 독일에 남겠다는 결정을 하는 바람에 급히 대역으로 발탁된 것이었다.
뉴욕 필 시대에는 컬럼비아 전속으로 여러 협주곡과 관현악 작품들을 녹음하고 영국 작곡가들의 작품이나 브루크너의 교향곡 등 미국에서 듣기 힘든 레퍼토리들을 공연하는 등의 대담한 기획으로 화제를 모았으나, 언론들의 반응은 호의적이지 않았고 때로는 공격적인 비판을 받기도 했다. 결국 뉴욕 필과의 계약은 1941년에 만료되었고, 고국에서 맨체스터 소재 오케스트라인 할레 관현악단의 상임 지휘자직을 제안받고 1942년에 귀국했다.
할레 관현악단 지휘자 취임 후 악단의 체질 개선과 적극적인 녹음 등으로 지방 악단이라는 한계를 벗어나기 위해 노력했고, 2차 세계대전 후에는 본거지인 맨체스터 뿐 아니라 런던에서도 정기적으로 연주회와 녹음 세션을 가질 정도로 수준급의 실력을 갖춘 악단으로 육성했다. 1954년부터는 말러의 교향곡에도 손을 대기 시작했고, 이후 영국에서 말러 교향곡의 대중화에 큰 역할을 했다.
1950년대 중반에 전속 음반사였던 HMV가 관현악 녹음을 런던의 필하모니아 오케스트라 연주 위주로 하기로 방침을 정하자 1956년부터 1959년까지는 신생 음반사인 파이(Pye) 전속으로 옮겨 상당량의 녹음을 했고, 이 녹음들은 이후 EMI와 듀턴 등에서 CD로 재발매되기도 했다.
1961년부터 1967년까지는 미국의 휴스턴 교향악단 음악 감독을 역임하기도 했고, 베를린 필하모닉 오케스트라나 빈 필하모닉 오케스트라, 파리 관현악단 등을 객원 지휘하기도 했다. 1962년에는 EMI와 재계약하여 할레와 필하모니아 오케스트라, 런던 교향악단 등과의 녹음이 다시 진행되었고, 1960년대 중반부터는 시벨리우스의 교향곡 전곡 녹음도 시작했다.
60대 후반이었던 1960년대 말에도 왕성한 활동을 했지만, 심장 발작 등으로 인해 건강이 점점 악화되기 시작했다. 그럼에도 몇 차례의 취소를 제외한 빡빡한 일정을 계속 소화해냈고, 1970년 7월 25일에는 런던 근교의 킹스 린에서 열린 음악제에서 자신의 마지막 공연이 된 연주회를 지휘했다. 프로그램의 마지막 곡은 베토벤의 교향곡 제7번이었다.
연주회 직후에는 필하모니아 오케스트라의 오사카 엑스포 기념 일본 공연을 위한 리허설에 열중했으나, 7월 29일 밤에 심장 발작이 재발해 런던의 자택에서 타계했다. 유해는 화장되어 런던의 세인트 메리 가톨릭 묘지에 안장되었다.

## 에피소드
- 바비롤리는 혈통 상으로는 영국인의 피가 전혀 섞이지 않았지만, 여러 인터뷰에서 자신을 런던 사람이라는 속어인 '코크니' 로 지칭하는 것을 좋아했다. 그가 지휘한 엘가나 본 윌리엄스, 프레더릭 딜리어스, 벤저민 브리튼 등 영국 작곡가들의 작품 녹음은 지금도 중요하게 다루어지고 있다.
- 초기 녹음 중에는 야샤 하이페츠나 아르투르 루빈스타인, 빌헬름 박하우스, 예후디 메뉴인, 그레고르 피아티고르스키 등과 만든 협주곡 음반이나 프리다 라이더, 베냐미노 질리, 라우리츠 멜히오르 등과 만든 오페라 아리아 녹음이 많았고, 이로 인해 '반주 지휘자'라는 유명세를 얻기도 했다. 그러나 바비롤리 자신은 그러한 평가에 대해 상당히 신경질적인 반응을 보였다.
- 바비롤리와 작업한 신진 음악인들로는 알토 가수인 캐슬린 페리어와 재닛 베이커, 첼리스트 재클린 뒤 프레 등이 있다. 베이커는 말러와 엘가, 베를리오즈, 라벨의 관현악 반주 가곡을, 뒤 프레는 엘가와 하이든, 몬의 첼로 협주곡을 EMI에 녹음했다.
- 바비롤리는 1964년 1월에 베를린에 초청되어 베를린 필과 말러의 교향곡 제 9번을 공연했는데, 이 공연 직후 단원들이 만장일치로 녹음을 제안해 EMI에서 레코드가 발매되었다. 이 음반은 한동안 말러 교향곡 9번의 중요 음반으로 평가받기도 했으며, 이후 1970년까지 계속 베를린 필에 초청될 때마다 말러 교향곡을 적극적으로 소개했다.
- 바비롤리는 오페라 가수였던 마저리 패리와 첫 번째 결혼을 했으나, 1930년대 말에 이혼했다. 1939년에는 스코틀랜드 관현악단의 오보에 주자였던 이블린 로스웰과 두 번째로 결혼했고, 부부 협연으로 많은 협주곡 공연과 녹음을 남기기도 했다.

## 수상 및 서훈

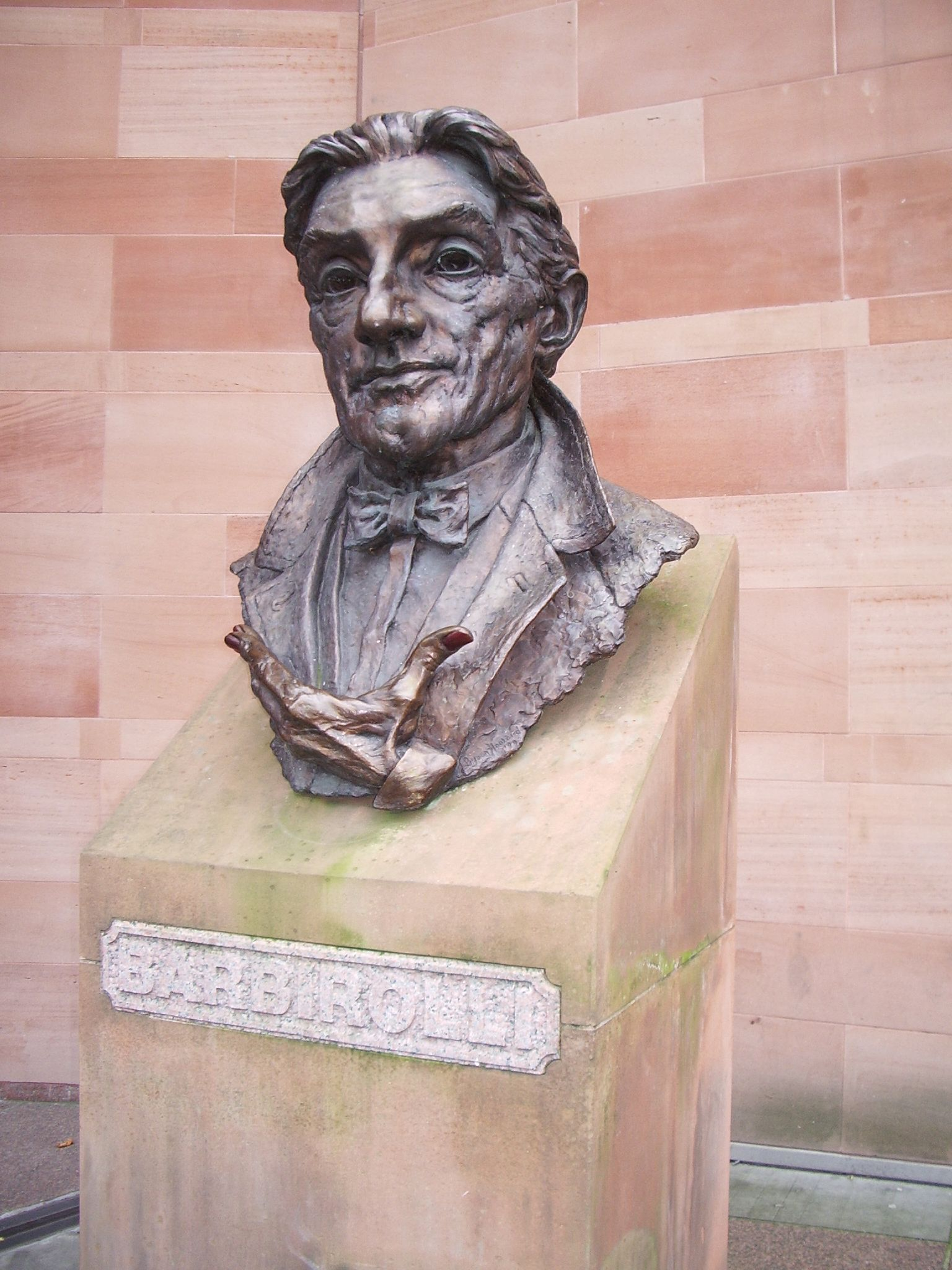
존 바비롤리의 흉상

- 1949년 기사작위(Knight Bachelor) 서임[1]
- 1950년 로열 필하모닉 소사이어티 금메달
- 1959년 국제 브루크너 협회 브루크너 메달
- 1969년 국제 말러 협회 말러 메달
- 1969년 컴패니언 오브 아너(Order of the Companions of Honour, CH)[2]